# Louis Marie Fontan
Louis Marie Fontan (Lorient, 14 novembre 1801 – Thiais, 10 ottobre 1839) è stato un drammaturgo e giornalista francese, noto come polemista politico.

## Biografia
Fontan fu particolarmente noto, sotto la Restaurazione, come giornalista, per una fortissima opposizione al governo dei Borboni. Destinato dal padre all'amministrazione della marina, vi occupò la carica di impiegato. Nel 1820 fu offerto un banchetto a Lorient al deputato del Morbihan, Bertrand Villemain, difensore delle dottrine liberali, in occasione della modifica della legge elettorale; i commissari della marina avevano avvertito i loro dipendenti che sarebbe stata disapprovata la partecipazione a questo evento, esortando coloro che intendevano andare ad avvertirli. Fontan li informò, andò al banchetto e si dimise qualche tempo dopo.
Trasferitosi poco dopo a Parigi, senza una meta fissa e senza alcuna raccomandazione, fu assunto, dopo i primi tentativi, come curatore della collana periodica l'Album. Poco dopo fu caporedattore delle Tablettes, incarico che lasciò comunque per dedicarsi esclusivamente alla redazione dell'Album. Firmando tutti i suoi articoli, fu perseguito per cinque di essi, in particolare "l'Avenir", relativi all'esecuzione dei quattro sergenti di La Rochelle. Il Pubblico Ministero chiese per Fontan cinque anni di reclusione, ma avendo l'imputato manifestato l'intenzione di fare a meno del suo avvocato, e di difendersi con le proprie capacità, il tribunale ritenne di rinviare la causa a tempo indeterminato, la sessione venne aggiornata, e Fontan, che aveva preso provvedimenti per la pubblicazione della sua difesa su alcuni giornali, non ne sentì più parlare da allora.
Ritornato in Bretagna, fu arrestato vicino a Rennes, a Ploërmel, per esplicito ordine del ministro Corbière, come cospiratore, imprigionato, interrogato e condotto sotto scorta nelle carceri di Vannes. Tornato a Parigi, lavorò di nuovo all'Album, che stava riapparendo. Nel 1827 pubblicò una raccolta di poesie politiche, Odes et Épitres e prese parte a numerose opere teatrali, la più famosa delle quali fu Perkins Warbec, scritta con Léon Halévy nel 1828.
Un opuscolo, un attacco virulento al re Carlo X, intitolato Le mouton enragé, pubblicato il 10 giugno 1829, sollevò contro di lui tutta la polizia. Condannato a cinque anni di reclusione, diecimila franchi di multa, e a rimanere altri cinque anni sotto sorveglianza vigilata, preferì fuggire dalle persecuzioni, portando con sé un gatto che amava moltissimo, attraverso il Belgio, ma Re Guglielmo non gli permise di rimanere lì, lasciandolo solo libero di recarsi a Groningen, nell'estremo nord dei Paesi Bassi. Protestando con forza contro questo provvedimento e rifiutandosi di partire, inviò una petizione alla seconda camera degli Stati generali, che diede luogo a lunghi dibattiti, in occasione dei quali il deputato olandese Augustinus Georg Lycklama, improvvisava questa quartina:
Fontan, malheureux par ta faute,

Tu n'as pas touché mon cœur,

Tu n'auras pas mon vote.»
Poiché l'opposizione belga aveva finito per chiedere la destituzione al ministro della Giustizia, Fontan vagava di paese in paese, costantemente minacciato, perseguitato, respinto. Nel suo esilio, ha continuato a comporre il dramma Jeanne la fou. Condotto in manette ad Hannover, due mesi dopo, fu nuovamente allontanato. Entrato in Prussia, fu respinto ad Hannover. Ben presto, stanco delle sue peregrinazioni, tormentato dal desiderio di rivedere il suo paese, attraversò l'Olanda a piedi nel freddo pungente, sempre in compagnia del suo gatto, per tornare a Parigi, e consegnarsi alla giustizia. Presto arrestato e portato a Sainte-Pélagie, poi nella casa centrale di Poissy, in mezzo a ladri, due suoi amici, Jules Janin e Frédéric Soulié, gli portarono un modello della richiesta di grazia, ma non volle sottomettersi a nulla. Questa vicenda, come quella di Magalon, contribuì non poco ad irritare i letterati contro il governo della Restaurazione. Dovette la liberazione solo ai giorni di luglio 1830.
Lo stesso anno, mise in scena Jeanne la folle, che ottenne un grande successo. Nel 1831, la censura gli impedì di far eseguire la commedia, scritta con Charles Dupeuty, Le Procès d'un maréchal de France. Le sue opere furono rappresentate sui più grandi palcoscenici parigini del XIX secolo: Théâtre du Vaudeville, Théâtre de la Gaîté, Théâtre des Novelties, Théâtre de l'Ambigu, Théâtre de l'Odéon, ecc. Oltre alla partecipazione a giornali e raccolte letterarie o politiche, pubblicò numerose odi e opuscoli. Ha ricevuto la Croce della Legion d'Onore nel marzo 1831.

## Opere

### Teatro
- 1826: L'Actrice, ou les Deux portraits, commedia in 1 atto e in versi, con Jean-Joseph Ader;
- 1828.: L'Espion, dramma in 5 atti, in prosa, con Gustave Drouineau e Léon Halévy;
- 1828: L'Homme entre deux âges, commedia in 1 atto, con distici, con Charles Desnoyer;
- 1828: Perkins Warbec, dramma storico in 5 atti;
- 1829.: Gillette de Narbonne ou Le mari malgré lui, commedia vaudeville in 3 atti, con Ader e Desnoyer;
- 1829.: La Bossue, ou le Jour de la majorité, commedia in 1 atto, in versi, con Ader;
- 1830: André le Chansonnier, dramma in 2 atti, con distici, con Desnoyer;
- 1830.: Jeanne la Folle, ou la Bretagne au XIII siècle, dramma storico in 5 atti, in versi, con Ader e Alfred de Rhéville;
- 1831: Le Moine, dramma fantastico in 4 atti e 6 quadri;
- 1831: Le Maréchal Brune, ou la Terreur de 1815, evento storico in 4 quadri, con Charles Dupeuty;
- 1831.: Le Voyage de la Liberté, pièce in 4 atti, con Desnoyer;
- 1831: Le Procès du maréchal Ney (1815), dramma storico in 4 quadri, con Dupeuty, non rappresentato per impedimento delle autorità;[5]
- 1832: Le Dominicain, ou le Couvent de l'Annonciation, mélodramma in 3 atti, con Augustin Chevalier;
- 1832.: Le Fils de l'Empereur, storia contemporanea in 2 atti, con Théodore Cogniard e Dupeuty;
- 1833.: La Camargo ou L'opéra in 1750, commedia in 4 atti, con Dupeuty;
- 1833: Bergami et la reine d'Angleterre, dramma in 5 atti e in 6 quadri, con Maurice Alhoy e Dupeuty;
- 1834: Le Comte de Saint-Germain, pièce in 3 atti, con Dupeuty;
- 1835: Jeanne de Flandre, dramma in 4 atti, con Victor Herbin;
- 1836: Mariana, commedia in 3 atti, con Dupeuty;
- 1836: Le Barbier du roi d'Aragon, dramma in 3 atti, in prosa, con Ader e Dupeuty, musiche di scena di Alexandre Piccinni;[6]
- 1838: La Croix de feu ou Les pieds noirs d'Irlande, con Julien de Mallian;
- 1838: Arthur ou 16 ans après, dramma vaudeville in 2 atti, con Dupeuty e Gustave Robillard;
- 1838: Le Pauvre idiot, ou le Souterrain d'Heilberg, dramma in 5 atti e 8 quadri, con Dupeuty;
- 1839: Le Massacre des innocents, dramma in 5 atti, con de Mallian;.
- s. d. La Polonaise, con Dupeuty;
- 1858: Rapagon l'usurier, commedia in 4 atti e in prosa, pubblicata postuma;
- 1858: Hélène, dramma in 1 atto e in versi, postumo;

### Altri scritti
- 1823: De la Translation de M. Magalon à Poissy, et de la suppression de "L'Album". Examen des mesures prises à ce sujet… suivi de pièces justificatives;
- 1826: Odes et épîtres;
- s. d. L'Aigle et le proscrit;